# Philip Christoph von Königsmarck
Philip Christoffer von Königsmarck, född 4 mars 1665, död omkring 12 juli 1694, var en svensk militär och greve. Han var son till Conrad Christoffer von Königsmarck, bror till Aurora von Königsmarck, Amalia Wilhelmina von Königsmarck och Carl Johan von Königsmarck samt brorson till Otto Wilhelm von Königsmarck.
Königsmarck föddes den 4 mars 1665, troligen i Stade, och sändes 1680 till London för att genomgå Fauberts berömda "franska institut" vid Haymarket och uppträdde 1682 som vittne i processen mot brodern Carl Johan Königsmarck, som anklagades för att vara inblandad i ett mord. Därefter begav han sig på vidsträckta resor, om vilka föga med visshet är känt. I mars 1688 omtalas han som vistandes vid hertig (sedermera kurfursten) Ernst Augusts hov i Hannover och erhöll någon tid därefter en överstebeställning vid ett hannoverskt (braunschweig-lüneburgskt) fotregemente. Våren 1689 bevistade han farbrodern fältmarskalken Otto Wilhelm Königsmarcks likbegängelse i Venedig  varefter han liksom denne trädde i venetiansk tjänst.

## Königsmarcks och kärleksförhållande med Sofia Dorotea
Königsmarck, som genom sin mormor Amalia Magdalena av Nassau (gift med fältmarskalken Herman Wrangel) räknade släktskap med flera tyska furstehus, hade möjligen under sina första uppväxtår någon tid vistats vid hertig Georg Vilhelms av Celles hov och därunder blivit barndomsvän med dennes dotter Sofia Dorotea av Celle (född 1666), som 1682 förmäldes med Ernst Augusts son Georg Ludvig, sedermera först kurprins och sedan kurfurste av Hannover samt till sist kung av England under namnet Georg I.
Hur det än må ha förhållit sig med denna påstådda barndomsvänskap, så blev Königsmarck nu snart våldsamt förälskad i Sofia Dorotea, och den av sin gemål försummade samt av svärföräldrarna med köld och högdragenhet behandlade kurprinsessan besvarade hans kärlek, och han blev hennes älskare. I en omfattande ännu bevarad korrespondens dem emellan kan man följa utvecklingen av detta kärleksförhållande under åren 1691–1693.
Königsmarck deltog under denna tid med sitt regemente i det nederländska fälttåget mot fransmännen 1692, utmärkte sig särskilt i slaget vid Steenkerke den 3 augusti och sändes hösten 1693 till Elbe för att möta ett befarat danskt angrepp. Då hans förhållande till Sofia Dorotea började väcka misstankar och han därför fann sin ställning i Hannover ohållbar, lyckades han våren 1694 förskaffa sig en generalmajorsfullmakt i kursachsisk tjänst av den nyblivne kurfursten Fredrik August, vars vänskap han torde ha vunnit under det nederländska fälttåget och som sedermera blev hans syster Aurora Königsmarcks älskare.
Redan tidigare hade Königsmarck och Sofia Dorotea övervägt planer på hennes flykt från kurfurstehovet i Hannover, och Königsmarck, som återvänt dit i juni för att biträda vid flyktplanens verkställande, försvann spårlöst natten till den 12 juli 1694. Troligen blev han mördad genom kurfurstens försorg, då han efter en lång överläggning om flykten lämnade kurprinsessans våning. Själv skilde sig hon från sin gemål i december 1694 och blev internerad på livstid på slottet Ahlden. Under skilsmässoprocessen medgav hon att hon haft för avsikt att under Königsmarcks beskydd fly till hertig Anton Ulrik av Braunschweig-Wolfenbüttel, men bestred att hon skulle ha begått äktenskapsbrott med Königsmarck. Den bevarade brevväxlingen (omkring 300 brev finns bevarade) gör dock detta sannolikt, men legitimiteten av hennes barn, sedermera kung Georg II av England (född 1683) och Fredrik II av Preussens mor Sofia Dorotea (född 1687), berörs inte av detta.
Den hannoverska regeringen utplånade alla spår efter mordet på Königsmarck och bestred officiellt all vetskap om hans öde, om vilket sedan de mest fantastiska versioner spriddes ut och vann tilltro. Han beskrivs som en bildskön och käck men även efter sin tids moraliska måttstock i påfallande grad lättsinnig man. Dock torde hans rykte fått lida av senare försök att helt eller delvis rehabilitera Sofia Dorotea.

## Königsmarcks brevväxling med Sofia Dorotea
Större delen (679 blad) av Königsmarcks brevväxling (delvis på chiffer) med Sofia Dorotea förvaras i Lunds universitetsbibliotek, dit den kommit från det De la Gardieska arkivet på Löberöds slott (breven torde tid efter annan bragts i säkerhet till Königsmarcks systrar och sedan från den äldre av dessa, gift Lewenhaupt, genom arv övergått till släkten De la Gardie).
Ett 60-tal brev, nu i Berlins Geheimes Staatsarchiv, har från Sverige tillställts Fredrik II av Sofia Doroteas dotterdotter, drottning Lovisa Ulrika.

## Fyndet av Philip Christoph Königsmarck
Königsmarcks öde glömdes snart bort och det kom att dröja mer än 200 år innan gåtan om hans försvinnande löstes.
Under andra världskriget, vid ett bombanfall 1943 mot Leineslottet vållades svåra skador på byggnaden och en reparation blev nödvändig. I prinsessflygeln fanns pelare, som var ihåliga och dolde garderober och lönnrum. I en av dessa pelare fann man skelettdelar av en man och rester av en brun kappa; Königsmarck hade varit iklädd en sådan natten han försvann.[källa behövs] Skelettfynd gjordes den 10 augusti 2016, under renoveringsarbete på slottet Leine i Neidersachsen. Byggnadsarbetarna hittade mänskliga kvarlevor under byggnadens fundament i åtta meter djupt vatten.

## Königsmarcks och Sofia Doroteas kärleksförhållande i litteraturen
Königsmarcks kärleksförhållande till Sofia Dorotea har behandlats skönlitterärt av Vilhelm Fredrik Palmblad i hans roman Aurora Königsmark och hennes slägt (två delar, 1846–49), varvid utdrag ur breven i Lund gavs ut som bilaga till denna. Dessutom har det behandlats bland annat redan i hertig Anton Ulrik av Braunschweig-Wolfenbüttels nyckelroman Die römische Octavia (6 delar, 1685–1707) och senare i en roman av Thomas Hemsen (1869), i Paul Heyses tragedi Graf Königsmark (1876) och i ett drama av Eduard von Bauernfeld. Friedrich von Schiller hade för avsikt att använda Sofia Doroteas historia för en tragedi Die Prinzessin von Celle, vartill en plan (utan kärleksförhållande mellan henne och Königsmarck) finns bevarad.